# Aranymellű pirókpinty
Az aranymellű pirókpinty (Loxipasser anoxanthus)  a madarak osztályának verébalakúak (Passeriformes) rendjébe és a tangarafélék (Thraupidae) családjába tartozó Loxipasser nem egyetlen faja.
A magyar név forrással nincs megerősítve.

## Rendszerezése
A fajt Philip Henry Gosse angol természettudós írta le 1847-ben, a Spermophila nembe Spermophila anoxantha néven.

## Előfordulása
Jamaica területén honos. A természetes élőhelye szubtrópusi és trópusi síkvidéki és hegyi esőerdők és száraz erdők, valamint vidéki kertek és erősen leromlott egykori erdők.

## Megjelenése
Testhossza 10,2–11,5 centiméter, átlagos testtömege 12 gramm.